# Chirocentridae
I Chirocentridae sono una famiglia di pesci ossei appartenenti all'ordine Clupeiformes. Chirocentrus è l'unico genere.

## Distribuzione e habitat
Le due specie della famiglia sono diffuse negli oceani Indiano e Pacifico occidentale dal mar Rosso fino alle isole Tonga, limitatamente alle fasce tropicali.
Sono pesci pelagici che vivono in acque costiere e spesso penetrano nelle acque salmastre degli estuari e delle lagune.

## Descrizione
Questi pesci hanno corpo piuttosto allungato e appiattito ai lati e la pinna dorsale e la pinna anale (più lunga della dorsale) molto arretrate. Anche le pinne ventrali, che sono molto piccole, sono inserite in posizione posteriore, a metà del corpo; le pinne pettorali sono poste in basso nel corpo e piuttosto piccole. La pinna caudale è ampia e forcuta. Le scaglie sono piccole. La bocca è ampia e armata di denti lunghi, appuntiti e molto vistosi.

## Alimentazione
Sono voraci predatori, si cibano di piccoli pesci di branco come clupeidi e engraulidi.

## Pesca
Nelle aree di diffusione hanno una modesta importanza per la pesca professionale. Interessano anche i pescatori sportivi.

## Specie
La famiglia comprende due specie:
- Genere Chirocentrus
  - Chirocentrus dorab
  - Chirocentrus nudus